# Quận Colbert, Alabama
Quận Colbert là một quận thuộc tiểu bang Alabama, Hoa Kỳ.
Tên của quận được đặt theo anh em George và Levi Colbert, Chickasaw trưởng Anh-điêng. George Colbert vận hành một phà qua sông Tennessee vào năm 1790 gần Cherokee ngày nay.
Quận lỵ của Quận Tuscumbia Colbert. Nó là một phần của Khu vực thống kê đô thị Florence - Muscle Shoals được gọi là "Shoals". Tính đến năm 2000 dân số quận là 54.984 người.
Quận Colbert đã được thành lập vào ngày 6 tháng 2 năm 1867 sau khi tách ra từ quận Franklin vì lý do chính trị sau cuộc Nội chiến Mỹ. Nó đã bị giải thể tám tháng sau đó bởi một hội nghị hiến pháp Alabama và sau đó tái lập ngày 24 tháng 2 năm 1870. Nó cũng là vị trí của Ivy Xanh, nơi sinh của tác gia Helen Keller nổi tiếng. Quận Colbert cũng là nơi có các thị trấn Sheffield và Muscle Shoals, nơi rất nhiều nhạc sĩ nổi tiếng như Aretha Franklin và Rolling Stones ghi âm.

## Địa lý
Theo Cục Điều tra Dân số Hoa Kỳ, quận có tổng diện tích 624 dặm vuông (1,616.2 km2), trong đó 595 dặm vuông (1,541.0 km2) là đất và 29 dặm vuông (75,1 km2) (4,66%) là diện tích mặt nước.